# 诺希山
丹斯里诺希山·阿都拉（馬來語：Noor Hisham bin Abdullah，原名：Yew Ming Seong；1963年4月21日—），是一名马来西亚外科医生，2013年至2023年擔任马来西亚卫生部卫生总监，昵称阿山哥。此外，他也是马来西亚医学委员会主席。

## 早期生活
他于1963年4月21日出生在雪兰莪州雪邦县，是一名养子，养父母是华裔穆斯林，他直到46岁时才得知其身世。关于诺希山的家庭身世有两个版本，一称他的母亲是丹绒士拔福州人，后嫁给双溪比力同是福州籍贯的华裔。父母离异后，母亲带着他与姐姐一起前往吉隆坡，之后皈依伊斯兰教。另一个说法是诺希山的家庭原是贫穷的华裔家庭，他之后被一名伊斯兰宗教师收养。
诺希山求学时，曾向往成为一名宗教师，但宗教系的教师认为该科已有太多人修读，因此鼓励他修读医学系。诺希山有马来西亚国立大学（UKM）外科手术硕士学位及医科学士学位。童年时期住在吉隆坡贫民区，并曾就读于吉隆坡美以美男子学校。

## 事業生涯
诺希山于1988年起在吉隆坡大學附設醫學擔任住院實習醫生。1989年起在急診部門專攻。1994年，他獲得外科碩士學位後，成為登嘉樓醫院的普通外科醫生。在擔任3年的普通外科醫生後，他獲得澳大利亞的內分泌學進修獎學金，在博當地的各個機構接受培訓。
完成培訓後，诺希山於1998年被任命為吉隆坡醫院乳腺與內分泌外科部門的主管。四年後的2002年，他擔任布城醫院的乳腺與內分泌外科主任兼高級顧問，並持續到目前。2008年，他被任命為衛生部衛生（醫藥）副總監，隨後於2013年被任命為衛生總監。
他在本地和国际期刊上发表了许多文章，并撰写了许多有关内分泌外科的章节。他的专长是乳腺癌内分泌癌，并且也在马来西亚一系列创新的健康教育和推广计划中发挥领导作用。2017年8月，他被任命为国际外科医生国际委员会（ISS）成员，任期五年（2017-2019，2019-21）。 2020年，他和时任卫生部长阿汉峇峇（前任是祖基菲里阿末）负责处理2019冠状病毒病马来西亚疫情。
2020年8月17日，诺希山获得国家元首苏丹阿都拉册封丹斯里勋衔。同年12月10日，获雪兰莪苏丹册封拿督斯里勋衔。
2021年8月5日，诺希山出席了由前首相马哈迪·莫哈末所倡导的国家复苏理事会（MPN）自行召开的首次会议。诺希山在会议中做了很详细的汇报，包括目前疫情局势、政府采取的政策及措施等。 
2023年4月18日，卫生部为诺希山举办荣休仪式，以感谢其过去35年的服务和贡献。之后，诺希山于4月21日正式退休。他的位子由原任副卫生总监慕哈末拉兹接替。

## 争议

### 发布亲国阵推文
2018年，诺希山在马来西亚大选时曾发布支持执政党国民阵线的推文，受到G25组织和净选盟的批评，强调公务员理应是为政府服务，并不是为政党。

### 违反SOP指控
2021年3月21日，一名自称为诺希山亲属的网民在推特贴文指诺希山女儿出嫁并在布城举行了婚宴，还发布了婚宴合照。该合照引起网民在推特质疑为何包括诺希山的在场者没有遵守标准作业程序（SOP），包括没有戴口罩和保持人身距离。对此，诺希山亲自回复该网民指出，大合照只有家庭成员，且他们只是合照一会儿，意味着其他时间他们都有遵守防疫标准作业程序。
另一方面，婚礼主持人菲特里亚哈亚也证实，他完成了主持诺希山女儿的婚宴，强调该场婚宴遵守标准作业程序，出席人数只占场地的30%，但无阻婚宴顺利进行。

### 双重标准争议
2021年3月26日，诺希山在回应《当今大马》提问时解释，卫生部是经过风险评估和考虑几个因素后，才允许此前从新西兰回国的联邦直辖区副部长山达拉古玛居家隔离。他说，卫生部在提出建议前，必须先评估好风险，和考虑好所有因素和隔离地点。他也说，山达拉是从COVID-19病例较少的国家返来，加上拥有“适合”的住所，所以才获准居家隔离。
诺希山的这番解释引起民主行动党秘书长林冠英的批评，称诺希山容许后者居家隔离，是双重标准的作法。林冠英表示：“诺希山的解释令人失望，因为他的态度与国盟政治人物在为种植及原产业部长莫哈末凯鲁丁辩解时的情况没两样。”
2021年8月1日，诺希山以担心国会成为2019冠病超级传播地点为由，支持展延国会。人民公正党班底谷国会议员法米法兹对此批评诺希山“选择性担心”，并强调此前曾有国阵议员也私下聚集在首相慕尤丁私邸。民主行动党依斯干达公主城国会议员林吉祥也要求诺希山证明有关“国会特别会议若继续进行，就可能成为冠病超级传播活动”的证据。

## 评价

### 2019冠状病毒病马来西亚疫情對策
2020年4月14日，诺希山被中国环球电视网（CGTN）遴选为“世界三大顶尖抗疫医生”，与诺希山齐名的另两人是美国高级卫生官员安东尼福西及新西兰卫生部执行长布鲁斐德。
2020年10月25日，新加坡网媒《独立新加坡》（The Independent Singapore）的一篇标题名为“诺希山、布鲁斐德、福西—─冠病三大英雄”的专栏中，提到了这三名医生在对抗冠病的卓越表现。
2021年1月17日，马来西亚前首相马哈迪·莫哈末接受Astro Awani早晨节目的访问时认为，只有诺希山一个人的努力并不足够，政府需要集合更多专业医生和其他专家的意见，共同抗疫：“诺希山是名好医生，但一个人的意见不够，现阶段我们必须有更多人的看法，要有足够的知识来为解决疫情的努力做出贡献。”
因抗疫不力，诺希山曾数次被砂拉越州民都鲁国会议员张庆信批评；2020年11月11日，张庆信批评诺希山从未亲自到过疫区抗疫，直言诺希山就是「怕死」，引起朝野议员的讨伐。在缠绕该课题4天后，张庆信为自身言论道歉；2021年1月9日，张庆信在国会上再次批评卫生部防疫决策不果断，却总是通过社交媒体博宣传与抢功劳。之后1月30日，因感染疫情人数暴增，张庆信指控诺希山在抗疫行动上不作为，在面对指责时只会以“传达信息者”的说辞来推卸责任；7月30日，因实施长久的行动管制令后，疫情不但没有缓解反而日益恶化，张庆信批评诺希山的抗疫方针从一开始便走在大错特错的轨道上，却成为整天忙著预测疫情走向的「卫生局预言家」，呼吁立即撤换他的职位。

## 奖项

### 皇家授勋及嘉奖
- 马来西亚
  -  王室效忠勋章 (P.S.M.) - 丹斯里 (Tan Sri)
  -  牺牲奉献勋章 (P.J.N) - 拿督（Datuk) - 2007[33]
  -   护国武士勋章 (K.M.N.) - 2004
- 檳城
  -  护国有功勋章 (D.M.P.N.) - 拿督（Dato'） - 2013[34]
- 彭亨
  -  苏丹阿末沙效忠斯里勋章 (S.S.A.P.) - 拿督斯里（Dato' Sri） - 2013[35]
- 玻璃市
  -  玻璃市王冠斯里勋章 (S.P.M.P.) - 拿督斯里（Dato' Seri) - 2013[36]
  -  玻璃市王冠拿督勋章 (D.P.M.P.) -拿督（ Dato'） - 2010[37]